# Валтер Франц фон Дитрихщайн
Валтер Франц Ксавер Антон фон Дитрихщайн (на немски: Walther Franz von Dietrichstein; * 18 септември 1664, Бърно, Чехия; † 3 ноември 1738) е 5. княз на Дитрихщайн-Николсбург, покняжен граф на Тарасп (в Граубюнден, Швейцария), барон (фрайхер) на Холенбург, Финкенщайн (в Каринтия) и Талберг (в Щирия).

## Произход и наследство
Той е третият син на княз Фердинанд Йозеф фон Дитрихщайн (1636 – 1698) и съпругата му принцеса Мария Елизабет фон Егенберг (1640 – 1715), дъщеря на княз Йохан Антон I фон Егенберг (1610 – 1649) и съпругата му маркграфиня Анна Мария фон Бранденбург-Байройт (1609 – 1680).
Брат е на Зигмунд Франц (1658 – 1667), Леополд Игнац Йозеф (1660 – 1708), 4. (3.) княз на Дитрихщайн, Ердмунда Мария (1662 – 1737), омъжена 1681 г. за първия си братовчед Йохан Адам I Андреас фон Лихтенщайн († 1712), и на граф Якоб Антон (1678 – 1721).
Той наследява през 1708 г. по-големия си брат Леополд Игнац Йозеф. През 1731 г. получава ордена на Златното руно.

## Фамилия
Първи брак: на 12 юли 1687 г. с фрайин Сузана Либория фон Застрзил († 8 април 1691), наследничка на Босковице, дъщеря на фрайхер Станислаус фон Застрзил. Те нямат деца.
Втори брак: на 30 август 1693 г. в Бърно с Каролина Максимилиана, графиня Прузковска з Прузкова (* 2 септември 1674, Бърно; † 9 септември 1734), дъщеря на граф Георг Христоф фон Прозкау (1629 – 1701) и графиня Мария Розалия фон Турн-Валсасина-Комо-Верчели. Те имат десет деца:
- Мария Йозефа Антония (29 юни 1694 – 3 септември 1758), омъжена на 25 февруари 1717 г. за княз Степан Вилем Кински з Вчиник а Тетова (26 декември 1679 – 12 март 1749)
- Мария Розалия Терезия (29 юли 1695 – 14 юни 1708)
- Мария Анна Елеонора (14 юли 1696 – 1697)
- Карл Франц Ксавер Фердинанд Доминик (4 август 1697 – 2 ноември 1703), граф на Дитрихщайн

- Мария Елеонора Франциска (10 юни 1698 – 20 ноември 1698)
- Йохан Йозеф Adam (10 септември 1699 – 25 април 1709), граф на Дитрихщайн
- Мария Алойзия Франциска (21 април 1700 – 13 декември 1787), омъжена на 19 декември 1729 г. за граф Михаел Венцел Алтхан (29 юли 1668 – 25 юли 1738)[4]
- Карл Максимилиан Филип Франц Ксавер фон Дитрихщайн-Прозкау (28 април 1702 – 24 октомври 1784), 5. княз на Дитрихщайн-Николсбург, женен на 2 септември 1725 г. в Микулов за графиня Мария Анна Йозефа фон Кефенхюлер цу Айхелберг (25 март 1705 – 4 октомври 1764, Виена)[5]
- Йохан Баптист Леополд (23 юни 1703 – 1773), граф на Дитрихщайн
- Йохан Адам Амброзиус (6 декември 1704 – 1728), граф на Дитрихщайн